# 坂田おさむ
坂田 おさむ（さかた おさむ、1952年〈昭和27年〉12月10日 - ）は、日本のシンガーソングライター、歌手、声優、タレント、俳優。第7代うたのおにいさん。
本名・坂田 榮一（さかた えいいち）。愛称はおさむお兄さん。北海道旭川市出身。
作詞・作曲活動では「坂田修」や「坂田修一」（いずれも読みは芸名と同じ）名義を用いることもある。白鳳女子短期大学の客員教授を務める。
娘はタレントの坂田めぐみ。

## 経歴
旭川市立東町小学校、北海道札幌北高等学校、明治大学政治経済学部卒業。
1975年（昭和50年）、フォークロックバンド「宿屋の飯盛」のメンバーとしてデビュー。本名の「坂田栄一」名義でギターを担当。同年、アルバム『飛んでみたのさ』をリリース。
1977年（昭和52年）、「坂田修」名義で『BYE BYE東京』を発表し、ソロシンガーとしてデビュー。1982年にはなぎら健壱とユニット「フォークマン・ブラザーズ」を結成し、活動していた。
1984年（昭和59年）、作詞家の遠藤幸三からNHKの幼児向けテレビ番組『おかあさんといっしょ』への楽曲提供を勧められ、同番組のプロデューサーに曲を売り込んだところ、娘のイメージから作詞・作曲した『はるのかぜ』など計3曲が同番組に採用された。それから半年後、再度自身の曲を売り込みに訪れた際に、同番組のうたのおにいさん選考オーディションへの参加を勧められ、実際にオーディションを受けた結果採用された、1985年（昭和60年）4月に第7代目のうたのおにいさんに就任。以降、1993年（平成5年）3月まで8年間出演した。後述の通り、出演中にも同番組に多数の楽曲を提供している。2024年7月現在、40歳以上で現役だったおにいさん・おねえさんは歴代唯一である（うたのおにいさんとしては最高齢記録）。
番組内の共演者は、以下の通り。うたのおねえさんは、最初の2年間（1985年度から1986年度）は、第15代の森みゆき。1987年度以降の6年間は、第16代の神崎ゆう子（同期退任）。たいそうのおにいさんは、最初の2年間（1985年度から1986年度）は、第8代の瀬戸口清文。1987年度以降の6年間は、第9代の天野勝弘（同期退任）。身体表現のおねえさんは、初代の馮智英。他に、当時「志ん輔ショー」に出演していた古今亭志ん輔とも共演していた。
うたのおにいさんを退任した後もNHKの子供番組等に数多く出演し、コンサートや舞台などで幅広く活躍。番組で6年間共演した神崎ゆう子とは度々各地でコンサートを開いているほか、2014年（平成26年）から2019年まで毎年5月5日にNHK-FMで放送された『今日は一日家族三世代 NHKキッズソング三昧』で共演し、公開放送パートでは『おかあさんといっしょ』の楽曲を披露していた。その他、『おかあさんといっしょ』の人形劇を冠したイベントツアーに参加している。また、夏休みや冬休み時期に放送される特別編成版の『おかあさんといっしょ』にもたびたびゲストとして出演した。
うたのおにいさんに就任するきっかけとなった楽曲『はるのかぜ』をはじめ、『おかあさんといっしょ』のうたのおにいさん在任中から現在まで「坂田修」名義（2010年頃からは、歌手活動と同じく「坂田おさむ」名義を主に使用。2017年頃からは「坂田修一」名義も使用している）で子供番組を中心に多数の楽曲を提供しており、1986年以降のおかあさんといっしょの今月の歌に限定しても2019年7月時点で29曲（作詞、もしくは作曲のみの楽曲も含む）と、同コーナーの最多楽曲提供者となっている。中には、今も番組内外で歌い継がれる楽曲となったものもあるほか、小学校用の音楽の教科書に採用された楽曲もある。
2002年（平成14年）には、NHK『みんなのうた』向けに制作した楽曲『ママの結婚』が、2004年6月時点でシングルと『みんなのうた』のベスト盤の合計で1万1000枚を売り、CD付き絵本は初版1万5000部が約2か月でほぼ完売するなどヒットしている。
娘の坂田めぐみもタレントとして活躍しており、CDやステージ、テレビなどでたびたび父娘共演をしている。父娘共演の多くはめぐみが20歳を過ぎた2002年（平成14年）以降であるが、坂田がうたのおにいさんだった時にも共演歴がある。正式に出演者としてクレジットされた例としては1990年（平成2年）春の「おかあさんといっしょ ファミリーコンサート」で、この時は親子であることは伏せた形での共演だった。また、坂田の自著エッセイ『オーロラを見たよ』には、坂田がうたのおにいさんに就任直後の時期の『おかあさんといっしょ』の収録に当時3歳だっためぐみが参加しており、「うたのおにいさんと一般参加者の子供」という思わぬ形で親子共演したエピソードが記されている。うたのおにいさんが在任中に自身の子供と共演した実例は、2024年（令和6年）現在も坂田のみである。
2021年（令和3年）、一般社団法人日本童謡協会より童謡文化賞を受賞。

## 主な提供作品

### おかあさんといっしょ[6]
- そろそろもぐもぐ（1984年）
- うばぐるま（1985年）
- はるのかぜ（1985年）
- どんどんゴロゴロ
- わっしょい（1987年10月の歌）
- みんなでクリスマス（1989年12月の歌）
- かあさんカラス（1991年9月の歌）
- どんな色がすき（1992年6月の歌）
- つめ・かみ・みみ太郎（1992年9月の歌）
- 星ひとつ（1993年2月・3月の歌）[注釈 6]
- ぼくらのロコモーション（1993年5月の歌）
- 元気のキホン（1993年10月の歌）
- にじのむこうに（1996年4月の歌）
- 公園にいきましょう（1997年6月の歌）
- どっこいしょ（1997年12月の歌）[注釈 7]
- マカポカヒラリン（1998年3月の歌）[注釈 7]
- あしたははれる（1999年3月の歌）
- シアワセ（1999年9月の歌）
- 夢のパレード（2000年10月の歌）
- タンポポ団にはいろう!!（2003年5月の歌）
- 風のおはなし（2004年5月の歌）
- とんでもトン吉（2004年10月の歌）
- しろいともだち（2006年2月・3月の歌）
- 夢の中のダンス（2007年9月の歌）
- 君に会えたから（2008年3月の歌）
- ありがとうの花（2009年9月の歌）
- キッチンオーケストラ（2011年5月の歌）[注釈 8]
- みんなだれかがすきになる（2012年2月・3月の歌）[注釈 9]
- 地球ぴょんぴょん（2014年2月の歌）
- メダルあげます（2015年11月の歌）
- やくそくハーイ!（2017年2月の歌）
- やさしいうた（2018年9月の歌）
- ワン・ツー・スリー!（2019年7月の歌）[注釈 10]
- ネガイゴト（2021年2月の歌）
- 地球の歌（2023年1月の歌）
- きっとキセキ（2025年4月の歌）
- たからものみつけた（おかあさんといっしょファミリーコンサート 2005年度全国公演）
- ニンニンニコニコ!（おかあさんといっしょファミリーコンサート 2012年度全国公演）
- みんないっしょに（おかあさんといっしょ スペシャルステージ2013「空までとどけ!みんなの想い!」）

### みんなのうた[7][8]
- ママの結婚（2002年）
- ねむいいぬ（2014年）[注釈 11]

### その他NHKの番組
★の楽曲は該当番組に加え、番組放送中もしくは終了後に『おかあさんといっしょ』内でも放送された。
- すてきな言葉（あさごはんだいすき）★
- ハイ!ハイ!HIGH!（みんなの広場だ!わんパーク）★
- ダメ ダメ ダ～メ!（みんなの広場だ!わんパーク）[注釈 12]
- ダンシング・メイト（うたっておどろんぱ）★[注釈 13]
- ヤッホ・ホー（夢りんりん丸）★
- シャラ・リラ・ルーラ（BSおかあさんといっしょ）[注釈 14]
- せいせいどうどう!!（BSおかあさんといっしょ）★
- みんなDEどーもくん!（みんなDEどーもくん!）

### イベント
- ぴぴハピー（2008 ぐ～チョコランタン ファミリーステージ）[9]

### その他
- みんな あつまれ!ざっくぅ たいそう（ZAQ）
- ちゃんと食べよう体操（Qoo）

## 歌唱
- げきそうマシン大集合!!（激走戦隊カーレンジャーイメージソング）
- おとうさんの電車（うたの科学館シリーズ のりものの歌〜ハイスピードエクスプレス〜）
- ヤマハ音楽教室教材　グループレッスン　おんがくなかよし教材　旧おんがくなかよし2.6ヶ月用 CD,VHS,DVD（歌唱）
- ヤマハ音楽教室教材　みゅーじっくらんどCD（歌唱）

## 著作
- 「どんないろがすき うたのおにいさんの絵本」（絵：ロコ・まえだ）、小学館、ISBN 4-09-727121-0、1993年4月
- 「ピアノがひきたい うたのおにいさんの絵本」（絵：ロコ・まえだ）、小学館、ISBN 4-09-727122-9、1993年4月
- 「つめかみみみたろう うたのおにいさんの絵本」（絵：ロコ・まえだ）、小学館、ISBN 4-09-727123-7、1993年4月
- 「オーロラを見たよ」、河出書房新社、ISBN 4-309-00875-5、1993年12月
- 「親子でよかったしょ」、河出書房新社、ISBN 4-309-00981-6、1995年4月
- 「ママの結婚 NHKみんなのうた」（坂田修名義、絵：西内としお、コンパクトディスク付属）、アスコム、ISBN 4-7762-0156-9、2004年4月

## テレビ番組
- ブラザー劇場「コメットさん」第50話（TBS・国際放映、1979年5月21日） - 星光男役※俳優
- おかあさんといっしょ（NHK教育、1985年4月1日 - 1993年4月5日） - 第7代うたのおにいさん。退任後も不定期にゲスト出演。
  - 2005年夏特集「森の音楽会」※7月25日 - 7月29日
  - 2006年夏特集「夏の音楽会」※8月2日
  - 2009年夏特集「50周年特集」※7月24日
  - 2009年冬特集※12月18日
  - 2013年冬特集「クリスマススペシャル〜うたうカフェ〜」※12月25日
  - 2024年「おかあさんといっしょ おたんじょうびウィーク」※9月30日
- 母と子のテレビタイム日曜版→あつまれ!わんパーク（日曜版→土曜版）→ニャンちゅうといっしょ（NHK教育、1992年4月 - 1994年3月） - レギュラー降板後も2004年度まで不定期にゲスト出演していた。
- 夢のクレヨン王国（1997年9月7日 - 1999年1月31日、朝日放送・テレビ朝日系列） - アラエッサ役※声の出演
- みんなDEどーもくん!（NHK BSプレミアム） - 不定期出演
  - 2012年9月30日（ゲスト出演）※娘・坂田めぐみと出演
  - 2014年2月23日（ゲスト出演）※娘・坂田めぐみと出演
  - 2016年5月29日（ゲスト出演）※娘・坂田めぐみと出演
- ワンワンパッコロ!キャラともワールド（NHK BSプレミアム）
  - 準レギュラー出演（2015年4月 - 2017年3月）
  - ゲスト出演（2013年12月22日、2015年1月4日、2017年4月9日、2017年5月21日、2017年9月3日、2017年10月22日、2018年4月8日、2018年7月29日、2018年9月2日、2018年11月25日、2018年12月9日、2019年1月6日、2019年2月3日、2019年4月7日、2020年5月31日、2020年7月12日、2020年8月23日、2020年11月1日、2021年2月21日、2021年3月21日）
- おばけの学校たんけんだん（NHK Eテレ） - ホーレイ先生役 ※声の出演
- すたあと（NHK Eテレ） - すたあせんせい役 ※声の出演。テーマ曲「すたあとのうた」の作詞・作曲・歌唱も担当。

## ファミリーコンサート・スペシャルステージ
| 公演   | タイトル                                                                   | 出演者（一部を除く） |
| ------ | -------------------------------------------------------------------------- | --- |
| 1988年 | にこにこぷん・じゃじゃまる印のイベント宅配便                               | 坂田おさむ、神崎ゆう子、天野勝弘、馮智英、古今亭志ん輔 じゃじゃまる、ぴっころ、ぽろり |
| 1989年 | おかあさんといっしょ30年                                                   | 坂田おさむ、神崎ゆう子、天野勝弘、馮智英、 じゃじゃまる、ぴっころ、ぽろり 眞理ヨシコ、中野慶子、竹前文子、砂川啓介 中川順子、片桐和子、瀬端優美子、森晴美 斉藤昌子、田中星児、斉藤伸子、松熊由紀 奈々瀬ひとみ、水木一郎、たいらいさお、宮内良 しゅうさえこ、かしわ哲、林アキラ ブンブン、つねきち、ごじゃえもん                                   |
| 1989年 | キャラクター・オン・ステージ                                               | 坂田おさむ、神崎ゆう子、天野勝弘、馮智英 じゃじゃまる、ぴっころ、ぽろり ゴロンタ、トムトム、チャムチャム ブンブン、つねきち、ごじゃえもん |
| 1990年 | 母と子のファミリーコンサート                                               | 坂田おさむ、神崎ゆう子、天野勝弘、馮智英 じゃじゃまる、ぴっころ、ぽろり 斉藤昌子、奈々瀬ひとみ、クニ河内、坂田めぐみ |
| 1990年 | げんき♥元気                                                                | 坂田おさむ、神崎ゆう子、天野勝弘、馮智英、古今亭志ん輔 じゃじゃまる、ぴっころ、ぽろり 林アキラ、森みゆき ゴロンタ、トムトム、チャムチャム ブンブン、つねきち、ごじゃえもん ブー、フー、ウー |
| 1991年 | みどりっていいね                                                           | 坂田おさむ、神崎ゆう子、天野勝弘、馮智英、古今亭志ん輔 じゃじゃまる、ぴっころ、ぽろり |
| 1991年 | うたいっぱいコンサート 『アイアイ〜モーモーフラダンス』                    | 坂田おさむ、神崎ゆう子、天野勝弘、馮智英 じゃじゃまる、ぴっころ、ぽろり |
| 1992年 | みんなともだち                                                             | 坂田おさむ、神崎ゆう子、天野勝弘、馮智英、古今亭志ん輔 じゃじゃまる、ぴっころ、ぽろり へびくん、ぶたくん、ガチャピン、ムック |
| 1992年 | ようこそどーなっつ島へ                                                     | 坂田おさむ、神崎ゆう子、天野勝弘、馮智英 みど、ふぁど、れっしー、空男 じゃじゃまる、ぴっころ、ぽろり |
| 1993年 | おかあさんといっしょ'93ファミリーコンサート                                | 坂田おさむ、神崎ゆう子 速水けんたろう、茂森あゆみ、佐藤弘道、馮智英 みど、ふぁど、れっしー、空男 じゃじゃまる、ぴっころ、ぽろり |
| 1993年 | あつまれ うた!うた!うた!                                                   | 速水けんたろう、茂森あゆみ、佐藤弘道 みど、ふぁど、れっしー、空男 坂田おさむ、神崎ゆう子、じゃじゃまる、ぴっころ、ぽろり |
| 1994年 | すてきなうた だいすき!                                                     | 速水けんたろう、茂森あゆみ、佐藤弘道、松野ちか みど、ふぁど、れっしー、空男 坂田おさむ、美咲あゆむ、飯田ミカ、小嶋信之、山岸隆弘 じゃじゃまる、ぴっころ、ぽろり |
| 1999年 | テレビタイムファミリーステージ99                                           | 杉田あきひろ、つのだりょうこ、佐藤弘道、タリキヨコ スプー、みど、ふぁど、れっしー、空男 古今亭志ん輔、坂田おさむ、神崎ゆう子 速水けんたろう、茂森あゆみ、松野ちか ワンワン、りなちゃん、くぅ、かなちゃん クリス、戸田ダリオ、王健 エディ・エックス、ペッパー・タイガー、メイ・パイカ 秋田きよ美、平田実音、ワクワクさん、ゴロリ                   |
| 1999年 | 40周年 うたのパーティ                                                      | 杉田あきひろ、つのだりょうこ、佐藤弘道、タリキヨコ スプー、みど、ふぁど、れっしー、空男 眞理ヨシコ、しゅうさえこ、森みゆき 坂田おさむ、神崎ゆう子、速水けんたろう、茂森あゆみ |
| 2002年 | ぐ〜チョコランタンとゆかいな仲間の大行進 〜ドーム・夢のわんパーク広場〜    | 坂田おさむ、瀧本瞳、松野ちか、輪島直幸 ミーオ、ダリオ、ひなたおさむ、かまだみき、恵畑ゆう スプー、アネム、ズズ、ジャコビ、どーもくん |
| 2005年 | 弘道おにいさんとあそぼ!夢のビッグパレード                                  | 佐藤弘道、今井ゆうぞう、はいだしょうこ、タリキヨコ スプー、アネム、ズズ、ジャコビ ひなたおさむ、かまだみき、恵畑ゆう 坂田おさむ、つのだりょうこ モリゾー、キッコロ |
| 2009年 | 星空のメリーゴーラウンド 〜50周年記念コンサート〜                          | 横山だいすけ、三谷たくみ、小林よしひさ、いとうまゆ ライゴー、スイリン、プゥート ひなたおさむ、かまだみき、恵畑ゆう スプー、アネム、ズズ、ジャコビ 眞理ヨシコ、田中星児 坂田おさむ、神崎ゆう子、速水けんたろう、茂森あゆみ 杉田あきひろ、つのだりょうこ（初日のみ） 今井ゆうぞう、はいだしょうこ 天野勝弘、佐藤弘道 じゃじゃまる、ぴっころ、ぽろり |
| 2012年 | みんないっしょに!ファン ファン スマイル                                    | 横山だいすけ、三谷たくみ、小林よしひさ、上原りさ ムテ吉、ミーニャ、メーコブ ワンワン、パックン、リン、コロン 坂田おさむ、いとうまゆ、じゃじゃまる、ぴっころ、ぽろり |
| 2015年 | ワンワンといっしょ!夢のキャラクター大集合 〜春のプリンセスとおさむい将軍〜 | ワンワン、ムテ吉、ミーニャ、メーコブ シュッシュ、ポッポ、なお、せいや オフロスキー、ニャンちゅう、ジャンジャン 坂田おさむ、はいだしょうこ |
| 2019年 | おかあさんといっしょ 60周年記念コンサート ～ふしぎな汽車でいこう～         | 花田ゆういちろう、小野あつこ、福尾誠、秋元杏月 チョロミー、ムームー、ガラピコ 眞理ヨシコ、坂田おさむ、神崎ゆう子 速水けんたろう、茂森あゆみ 横山だいすけ、小林よしひさ、上原りさ じゃじゃまる、ぴっころ、ぽろり スプー、ムテ吉、ミーニャ、メーコブ                                                                                                |